# Горинський гідрологічний заказник
Го́ринський зака́зник — водно-болотний масив, гідрологічний заказник місцевого значення в Україні. Розташований між селами Старий Олексинець, Устечко, Ридомиль, Млинівці, Велика Горянка Кременецького району Тернопільської області, в межах заплави річки Горинь. 
Площа — 106 га. Створений відповідно до рішення виконкому Тернопільської обласної ради від 26 грудня 1983 року № 496 зі змінами, затвердженими її рішенням від 27 квітня 2001 року № 238. Перебуває у віданні ПАП «Горинь» (4,1 га), спілок власників паїв «Промінь» (6,2 га), «Колос» (36,5 га), «Ридомиль» (46,3 га), «Хотовиця» (4,7 га). 
Під охороною — водно-болотний масив, що формує витік річки Горинь.